# Lechea depressa
Lechea depressa là một loài thực vật có hoa trong họ Nham mân khôi. Loài này được M.E. Jones mô tả khoa học đầu tiên năm 1933.